# Molly Malone Cook
Molly Malone Cook (São Francisco, 5 de janeiro de 1925 — 25 de agosto de 2005) foi uma fotógrafa americana. Apesar de ter trabalhado profissionalmente como fotógrafa apenas por pouco tempo, Cook deixou uma extensa coleção de fotografias impressas e negativos, tiradas ao longo de sua vida adulta. Cook trabalhou com e fotografou dezenas de artistas icônicos e rostos famosos, incluindo Lorraine Hansberry, Norman Mailer, Eleanor Roosevelt e John Waters.

## Carreira
O interesse de Cook pela fotografia começou quando ela trabalhava para o governo dos Estados Unidos na Europa. Ao retornar aos Estados Unidos, ela foi contratada como uma das primeiras fotógrafas do The Village Voice. The Village Voice era uma publicação semanal alternativa, que funcionava como uma plataforma para artistas na cidade de Nova York, começando a circular em 1955 e terminando em 2018. Enquanto criava o conteúdo para a publicação, Cook fotografou o poeta Jean Cocteau, a dramaturga Lorraine Hansberry, Eleanor Roosevelt, Robert Motherwell, o escritor Norman Mailer e muitos outros artistas, escritores e ícones famosos da época.
Depois de se mudar para Provincetown, Massachusetts com sua parceira na década de 1960, Cook abriu a primeira galeria fotográfica na costa leste; o estúdio VII Photographers. Ele incluiu muitos fotógrafos de sucesso, como Bernice Abbott, Eugene Atget, Edward Steichen, Harry Callahan e Minor White. Um dos maiores destaques do estúdio foram suas famosas impressões de Ansel Adams, vendidas por apenas US$ 35. Na época, a fotografia era considerada uma forma de arte apenas por uma pequena comunidade e, embora os clientes fossem frequentes, o estúdio não conseguiu se sustentar financeiramente e Cook fechou as portas apenas alguns anos após a abertura.
Cook mudou-se para abrir a livraria East End Bookshop; o estoque da loja foi seletivamente escolhido com base em seus gostos e opiniões sobre a qualidade da literatura. Em 1966, Cook contratou o futuro cineasta americano John Waters, com quem manteria um relacionamento por mais de 40 anos. Quando sua saúde começou a apresentar sinais de declínio em 1969, Cook fechou a livraria.
Na década de 1970, Cook trabalhou como a agente literária da sua parceira Mary Oliver, entre outros escritores, além de ser a assistente de Norman Mailer. Enquanto trabalhava como agente, sempre que recebia uma ligação para Oliver, Cook agia como ela e muitos editores jogavam junto.

## Vida pessoal
Cook e Mary Oliver viveram juntas em Provincetown, Massachusetts, após se conhecerem na antiga casa da poetisa Edna St Vincent Millay no final dos anos 1950. Oliver dedicou muitas obras a Cook e, ao aceitar o prêmio nacional do livro em 1992, ela agradeceu publicamente a Cook, dizendo "Molly Malone Cook, a melhor leitora que alguém poderia ter. Ela é a luz da minha vida". Após a morte de Cook em 2005, Oliver publicou Our World; uma compilação das entradas de diário e fotografias tiradas por Cook, acompanhada de memórias, prosa e poesia escrita por Oliver.
Ao longo de sua carreira, Cook desenvolveu amizades com muitos artistas americanos icônicos, como a dramaturga Lorraine Hansberry, o escritor Norman Mailer e o diretor John Waters. Dizem que Waters trazia revistas e jornais para a casa de Cook diariamente no período final de sua doença.
Após ser colocada para adoção quando criança, Cook passou a sua vida adulta interessada em descobrir sobre sua ancestralidade. Cook e Oliver visitaram Virgínia várias vezes em busca de mais informações. Entre suas investigações, Cook descobriu que ela era parente de Judith Jefferson, tia de Thomas Jefferson. Cook eventualmente conseguiu conhecer seus pais biológicos.